# Мур, Аманда
Аманда Мур (англ. Amanda Moore, род. во Флориде, США, 10 сентября 1979) — американская топ-модель. Аманда работала с такими известными брендами, как Gucci, D&G, Yves Saint Laurent, Tommy Hilfiger, Marc Jacobs, Oscar de la Renta, Burberry, Dolce & Gabbana, Givenchy и др.
Аманда Мур появлялась на обложке Vogue Italia, Vogue España, Australian Vogue, Italian Marie Claire, Italian Glamour, Numéro, Mix(te), Flare, а также на страницах Numéro, Vogue Italia, i-D, British Vogue, French Vogue , Harper's Bazaar, Allure, 10, V. В 2004 г. Аманда была приглашена для съемок легендарного календаря Pirelli.

## Карьера
В интервью Тиму Блэнксу для Fashion File в 2003 году Аманда Мур заявила: «Я никогда не хотела быть моделью — я была баскетболисткой». Поступив в колледж в 15 лет, Аманда собиралась выучиться на ветеринара.
Её карьера началась в 1998-х, когда Аманда подписала контракт с NEXT Model Management. Сейчас её интересы представляет агентство IMG Models.
Прорыв Аманды произошёл, когда известный фотограф Патрик Демаршелье снял фотоисторию Cowgirl с ней в главной роли . Последовали многочисленные показы и съемки для рекламных компаний. Среди брендов, с которыми работала Аманда: Gucci, Nina Ricci, Emporio Armani, D&G, Balenciaga, Anne Valerie, Max Azria, Yves Saint Laurent, Tommy Hilfiger, Marc Jacobs, Oscar de la Renta, Burberry, Dolce&Gabbana, Givenchy, Helmut Lang, Fendi, Max Mara, Chanel, Stella McCartney, Lanvin. В 2005 году количество её заказов стало заметно уменьшаться.
Наиболее заметные из её последних работ — 32-страничная фотоистория, снятая Стивеном Мейзелом для VOGUE Italia (март 2006 г.) и рекламная кампания бренда Lanvin.

## Личная жизнь
Аманда живёт в Нью-Йорке.
Аманда Мур — одна из немногих открытых лесбиянок-моделей. В 2003 г. она ударила мужчину в баре, защищая свою девушку, стилиста VOGUE Кейт Янг.
В 2004 г. Аманда была названа иконой лесбийского стиля по версии журнала The New York Times.
Помимо родного английского языка Аманда Мур знает французский.